# الساندرو (کالیفرنیا)
الساندرو، کالیفرنیا (به انگلیسی: Alessandro, California) یک محدوده ثبت‌نشده در ایالات متحده آمریکا است که در شهرستان ریورساید، ایالت کالیفرنیا است.

## خصوصیات
الساندرو ۴۶۸ متر بالاتر از سطح دریا واقع شده‌است.